# Serve the Servants
«Serve the Servants» (с англ. — «Служить слугам») — песня американской гранж-группы Nirvana, написанная вокалистом и гитаристом Куртом Кобейном и впервые выпущенная как первый трек на третьем и последнем студийном альбоме коллектива «In Utero» 23 сентября 1993 года.

## Запись
Написанная в 1992 году «Serve the Servants» была единственной песней In Utero, которая никогда не записывалась в качестве демо-версии всей группой до записи альбома. Басист Nirvana Крист Новоселич рассказывал, что песня была доставлена в студию «достаточно готовой» Кобейном. Она, вместе с остальными композициями In Utero, была записана 13-26 февраля 1993 года группой со Стивом Альбини в качестве продюсера альбома на студии Pachyderm в Каннон Фолс, штат Миннесота.

## Музыка и лирика
Журналист Джиллиан Гаар описала «Serve the Servants» как «прямую рок-песню, возможно, самую прямую песню в In Utero», и отметила, что её устойчивый объём был отходом от часто используемой «тихой /громкой динамики Nirvana». Чак Крисафулли писал, что данная композиция — один из самых «рок-н-ролльных» треков, когда-либо записанных группой, который обеспечил энергичное начало альбома, что сразу развеяло слухи о том, что In Utero будет чрезмерно абразивным и невозможным к прослушиванию.
Текст песни затрагивает борьбу Кобейна с окутавшей славой и его семейную жизнь. Вступительная лирика «Teenage angst has paid of well, now I’m bored and old (рус. Подростковые страхи окупились сполна, теперь мне скучно, я стар)» является комментарием к публичному имиджу Кобейна и его жизни как знаменитости после неожиданного успеха второго альбома группы «Nevermind», выпущенного в сентябре 1991 года. Строчки «If she floats than she is not a witch like we had thought (рус. Если она всплывёт, значит, она не ведьма, как мы думали)», была ответом на СМИ за предполагаемое искажение информации о жене Кобейна Кортни Лав, вокалистке и гитаристке американской рок-группы Hole, сравнивая её обращение с охотой на ведьм и практикой подвергания женщин, обвиняемых в колдовстве, публичному испытанию водой.
В биографии Курта Кобейна 1993 года «Come as You Are: The Story of Nirvana» Майкл Азеррад заявил, что фронтмен Nirvana послал своему отцу личное послание со строками: «I tried hard to have a father but instead I had a dad / I just want you to know that I don’t hate you anymore / There is nothing I could say that I haven’t thought before (рус. Я так старался, чтобы у меня был отец, но вместо этого у меня папа / Я просто хочу, чтобы ты знал, что я тебя больше не ненавижу / И больше я ничего не мог бы сказать, не подумав заранее)». Тем не менее, сам Кобейн заявил, что строки были включены в последнюю минуту и что «они просто очень хорошо подходят». Автор Чарльз Кросс в своей биографии Кобейна 2001 года «Heavier Than Heaven» также описал эти строки как горькую лирику, нацеленную на отца вокалиста. В последней строке припева «That legendary divorce is such a bore (рус. Этот легендарный развод — такая скука)» говорится о том, что Кобейну надоело то, что он в детстве находился под глубоким надзором.
Сама по себе композиция представляет собой альтернативную рок-песню с ритмом 4/4 и темпом 120, которая играется на строе E-flat tuning (понижение всех струн на полутон). Песня начинается с «грязного» аккорда, который далее переходит в перебор на электрогитаре с дисторшном и аккорды F5 — D#, и после двух тактов вступает вокал Кобейна. Припев же базируется на последовательности аккордов G#5 — C5 и F5 — B5. Через 2 куплета и 2 припева начинается гитарное соло, при том что основная партия куплетов продолжает играть вместе с ним. Далее соло переходит в припев, после чего песня заканчивается начальным «грязным» аккордом, переходящим в короткую какофонию.

## Отзывы и рейтинги
В апреле 2015 года журнал Rolling Stone опубликовал рейтинг «102 лучших песен Nirvana», в котором «Serve the Servants» заняла 14 место.
В 2017 году Кортни Лав назвала «Serve the Servants» одной из своих самых любимых песен Nirvana, также упомянув песни In Utero «Heart-Shaped Box» и «Frances Farmer Will Have Her Revenge On Seattle», и песню Nevermind «In Bloom».
Также песня вошла в «Топ-50 песен гранжа» журнала Paste под номером 37.

## Версии песни
Демо и студийные версии
| Дата записи             | Студия                                   | Продюсер     | Выпуск                     | Участники записи                                                                 |
| ----------------------- | ---------------------------------------- | ------------ | -------------------------- | -------------------------------------------------------------------------------- |
| Зима 1992 года          | Резиденция Кобейна, Сиэтл, Вашингтон     | Курт Кобейн  | With the Lights Out (2004) | - Курт Кобейн: вокал, гитара                                                     |
| Февраль 12-26, 1993 год | Pachyderm Studio, Каннон-Фолс, Миннесота | Стив Альбини | In Utero (1993)            | - Курт Кобейн: вокал, гитара - Крист Новоселич: бас-гитара - Дэйв Грол: барабаны |

Концертные версии
| Дата записи     | Место записи              | Выпуск               | Участники записи                                                                                    |
| --------------- | ------------------------- | -------------------- | --------------------------------------------------------------------------------------------------- |
| 13 декабря 1993 | Pier 48, Сиэтл, Вашингтон | Live and Loud (2013) | - Курт Кобейн: вокал, гитара - Крист Новоселич: бас-гитара - Дэйв Грол: барабаны - Пэт Смир: гитара |
| 23 февраля 1994 | Рим, Италия               | Live and Loud (2013) | - Курт Кобейн: вокал, гитара - Крист Новоселич: бас-гитара - Дэйв Грол: барабаны - Пэт Смир: гитара |